# Arkaitz Mariezkurrena
Arkaitz Mariezkurrena Etxezarreta (Astigarraga, 5 aprile 2005) è un calciatore spagnolo, attaccante della Real Sociedad.

## Carriera

### Club
Cresciuto nel settore giovanile della Real Sociedad, ha debuttato con la formazione C l'11 dicembre 2022 nell'incontro di Tercera Federación perso 3-1 contro il Sestao River ed ha segnato il suo primo gol il 29 gennaio 2023, contro l'Alfaro. Nel 2024 è stato promosso nella squadra B, militante in Primera Federación.
Ha fatto il suo esordio in prima squadra il 21 novembre 2024 nell'incontro di Coppa del Re vinto 5-0 contro il Jove Español ed ha segnato il suo primo gol li 16 marzo nella trasferta di Primera División pareggiata 2-2 contro il Rayo Vallecano.

### Nazionale
Ha giocato con la nazionale spagnola Under-18.

## Statistiche

### Presenze e reti nei club
Statistiche aggiornate al 14 gennaio 2025
| Stagione               | Squadra                | Campionato             | Campionato | Campionato | Coppe nazionali | Coppe nazionali | Coppe nazionali | Coppe continentali | Coppe continentali | Coppe continentali | Altre coppe | Altre coppe | Altre coppe | Totale | Totale |
| Stagione               | Squadra                | Comp                   | Pres       | Reti       | Comp            | Pres            | Reti            | Comp               | Pres               | Reti               | Comp        | Pres        | Reti        | Pres   | Reti   |
| ---------------------- | ---------------------- | ---------------------- | ---------- | ---------- | --------------- | --------------- | --------------- | ------------------ | ------------------ | ------------------ | ----------- | ----------- | ----------- | ------ | ------ |
| 2022-2023              | Real Sociedad C        | TF                     | 10         | 1          | -               | -               | -               | -                  | -                  | -                  | -           | -           | -           | 10     | 1      |
| 2023-2024              | Real Sociedad C        | TF                     | 14         | 7          | -               | -               | -               | -                  | -                  | -                  | -           | -           | -           | 14     | 7      |
| Totale Real Sociedad C | Totale Real Sociedad C | Totale Real Sociedad C | 24         | 8          |                 | -               | -               |                    | -                  | -                  |             | -           | -           | 24     | 8      |
| 2023-2024              | Real Sociedad B        | PF                     | 23         | 0          | -               | -               | -               | -                  | -                  | -                  | -           | -           | -           | 23     | 0      |
| 2024-2025              | Real Sociedad B        | PF                     | 25         | 6          | -               | -               | -               | -                  | -                  | -                  | -           | -           | -           | 25     | 6      |
| Totale Real Sociedad B | Totale Real Sociedad B | Totale Real Sociedad B | 48         | 24         |                 | -               | -               |                    | -                  | -                  |             | -           | -           | 48     | 24     |
| 2024-2025              | Real Sociedad          | PD                     | 5          | 1          | CR              | 3               | 0               | UEL                | 0                  | 0                  | -           | -           | -           | 8      | 1      |
| Totale carriera        | Totale carriera        | Totale carriera        | 77         | 15         |                 | 3               | 0               |                    | 0                  | 0                  |             | -           | -           | 80     | 15     |